# William Steinway

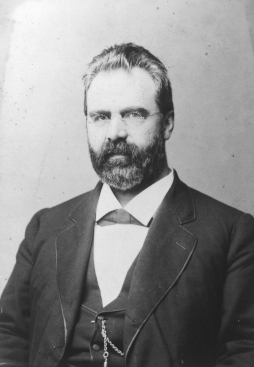
William Steinway

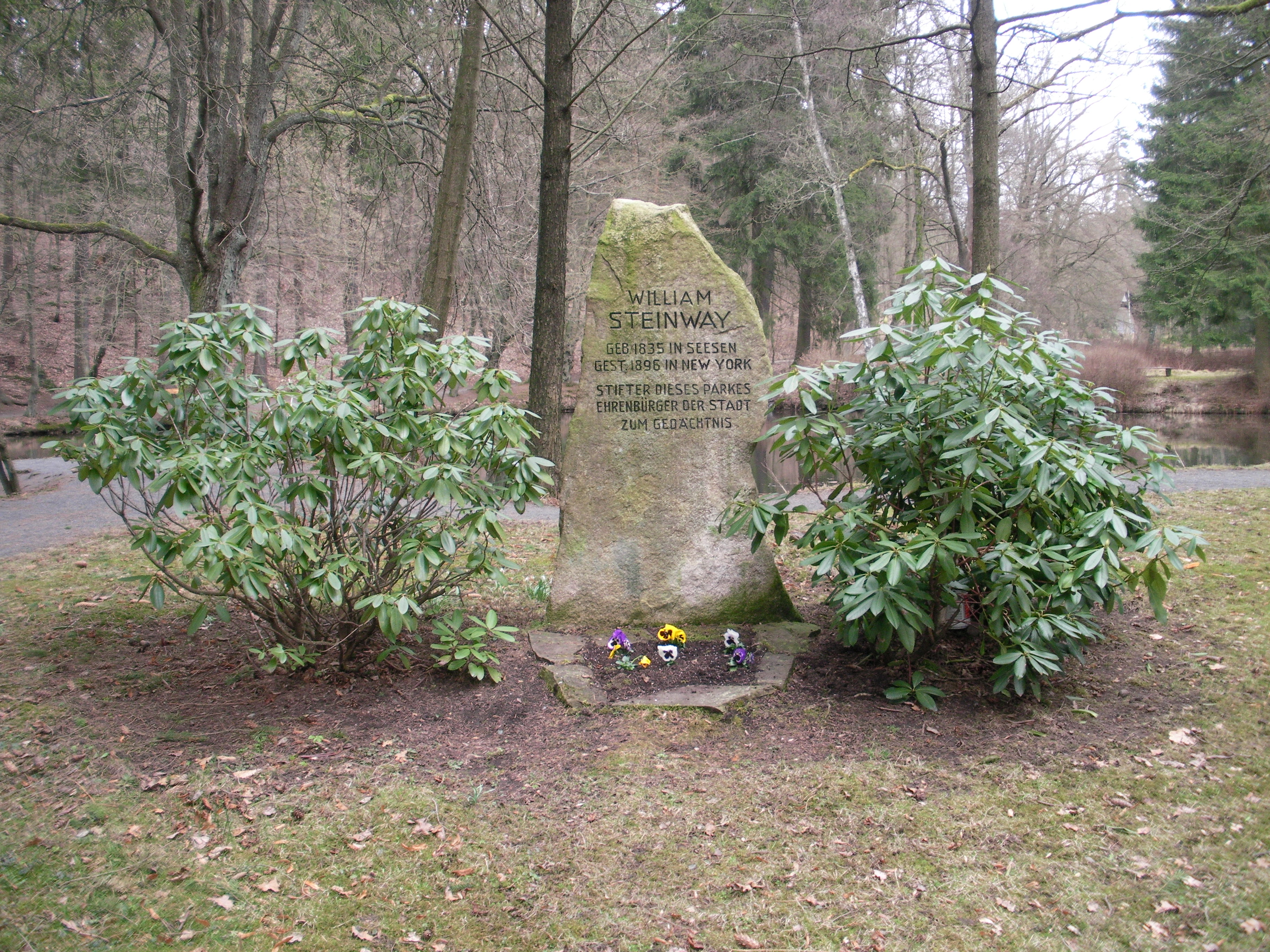
Steinway-Denkmal im Kurpark seiner Geburtsstadt Seesen

William Steinway, geborener Wilhelm Steinweg (* 5. März 1835 in Seesen, Herzogtum Braunschweig; † 30. November 1896 in New York) war ein deutschamerikanischer Klavierbauer, Geschäftsmann und Philanthrop.

## Biografie

### Erste Jahre in Deutschland
Wilhelm Steinweg wurde in Seesen als vierter Sohn des Klavierbauers Heinrich E. Steinweg, dem Gründer von Steinway & Sons, und seiner Frau Juliane geboren. Neben einer allgemeinen schulischen Ausbildung erhielt er auch Unterricht in Sprachen und Musik. Er verbrachte zwei Jahre als Lehrling im väterlichen Orgel- und Klavierbaubetrieb.

### Steinway & Sons
Mit seinem Vater und seinen Brüdern kam er 1850 in die Vereinigten Staaten von Amerika und ließ sich in New York nieder. Der zweitälteste Bruder Williams’, Karl (Charles) war schon 1848 emigriert, hatte die Verhältnisse in New York erkundet und darüber begeisterte Briefe heimgeschrieben.
Dort anglisierte die Familie ihren Namen in Steinway. Gemeinsam mit dem Vater und den Brüdern Charles und Henry gründete William 1853 die Firma Steinway & Sons. Zuvor schon hatten die in verschiedenen New Yorker Klavierbaubetrieben arbeitenden Männer auch in Heimarbeit Klavierbauteile gefertigt und offenbar auch komplette Tafelklaviere gebaut, die sie zum Verkauf unter fremden Namen an Händler des Broadway geliefert hatten. Diese Instrumente müssen mitgezählt worden sein, als dann behauptet wurde, die 1853 gegründete Familienfirma sei mit bereits 482 zuvor gebauten Instrumenten schon sehr erfahren.
Schon zu Lebzeiten des Vaters wurde der junge William die kaufmännisch treibende Kraft des stark wachsenden Unternehmens. Mit 23 Jahren kaufte er im Familienauftrag vor den damaligen Toren der Stadt einen kompletten Block Land zum Errichten einer großen neuen Klavierfabrik, die dann 1860, sieben Jahre nach Unternehmensgründung, an der Fourth Avenue zwischen der 52. und 53. Straße eröffnet wurde und Furore machte mit dem zweitgrößten umbauten Raum hinter dem Kapitol in Washington. Schon knapp zehn Jahre später war auch dieses Areal wieder zu klein. William Steinway begann in großem Maßstab Land auf Long Island aufzukaufen, dort, wo noch heute die US-Fabrikation steht, gegenüber der Rikers-Insel. Zunächst wurden Vorfertigungen, der Gussrahmen und die Klaviaturen sowie der Möbelbau dort durchgeführt. Der Endzusammenbau fand bis 1910 weiterhin in Manhattan statt. William Steinway residierte weiter in der Steinway Hall in der 14. Straße, direkt links des Eingangs hatte er jahrzehntelang sein Büro. Die Planungen von Flügeln und Forschungen machte Theo, die Fabrik leitete erst Albert, dann ab 1877 der Mann ihrer Schwester Dorothee (Doretta) Ziegler. William erledigte das Kaufmännische, machte Werbung, befasste sich mit der Außendarstellung des Unternehmens, und sorgte mit seiner gesellschaftlichen Präsenz im „Liederkranz“, in der Demokratischen Partei und in seinem Engagement für das Öffentliche Transport- und Nahverkehrswesen in New York für die Bekanntheit des Unternehmens. Er wurde „Mr. Music America“.
1871 übernahm William nach dem Tod seines Vaters die kaufmännische Gesamtleitung des Unternehmens. Obschon er nicht der älteste war (sein 1865 nachträglich emigrierter Bruder Theo war zehn Jahre älter), hatte William Steinway die meisten Geschäftsanteile, zumal er auch für die Witwen beider 1865 verstorbener Brüder Testamentsvollstrecker wurde. Die Steinway-Frauen waren per Partnerverträgen aus den Geschäftsentscheidungen herausgehalten. Insbesondere wollten die Steinway-Männer verhindern, dass die In-Laws, Angeheiratete, Schwäger und Schwägerinnen, bei Steinway & Sons mit entschieden. Diesen vom Vater übernommenen Patriarchalismus übernahm William Steinway unverändert. Er regierte auch in die Entscheidungen seiner Brüderfamilien hinein, indem er beispielsweise der Witwe seines Bruders Charles in Braunschweig über befreundete Anwälte die Kinder wegnehmen ließ und sie von Personen seines Vertrauens erziehen lassen wollte. Diese Entscheidung wurde dann vor einem New Yorker Gericht erfolgreich angefochten – eine der wenigen Niederlagen, die William Steinway erlitt. 1876 wurde William Steinway in einer Gesellschafterversammlung offiziell zum President von Steinway & Sons benannt, nachdem er seine privaten Probleme mit der Scheidung von Regina Roos Steinway geregelt hatte.
Die verbliebenen Brüder Albert, William und Theo hatten einige interne Auseinandersetzungen, in denen jedoch William aufgrund seiner Anteilsmehrheit stets die Oberhand behielt. Theo war zu schlechtlaufenden Zeiten gegen das Fortführen der Steinway Hall, wollte aus ihr einen Lagerraum für zu viel produzierte und unverkaufte Flügel machen. Theo war auch dagegen, die Klaviervirtuosen mit kostenlosen Instrumenten zu versorgen. Er hatte keine Chance, sich gegen William durchzusetzen. Nach außen baute William dann Theo als technisches Genie auf und sorgte mit einer intensiven Publikation aller auf die Steinway-Brüder, vor allem Theo eingetragenen Patente dafür, dass die Erinnerung an die beiden Henrys, Vater und Sohn, verblasste.
1866 erbaute William Steinway nach dem Muster der Pariser firmeneigenen Konzerthallen von Érard und Pleyel die Steinway Hall, um einen Ort für die Darstellung außergewöhnlicher musikalischer Fähigkeiten zu schaffen. Neu war sein Trick, den Fußweg zum Saal für die Konzertbesucher mitten durch die Ausstellung von verkaufsbereiten Klavieren zu legen. Dies wurde ein großer Erfolg für das Unternehmen. Er gründete den Bereich Concert & Artists für Konzertveranstaltungen, der bis heute existiert, und organisierte mit Anton Rubinstein im Jahr 1872 die erste Konzerttournee eines Klaviervirtuosen, die mit mehr als 200 Konzerten quer durch die gesamten USA ein großer Erfolg nicht nur für den Pianisten, sondern auch für die Werbung von Steinway wurde.
1870 begann William Steinway damit, eine eigene Firmensiedlung, Steinway Village in Astoria im New Yorker Stadtteil Queens zu errichten. Dorthin verlegte er auch die Herstellungsstätten der Steinway-Klaviere, um den überfüllten Straßen und den ungünstigen Arbeitsbedingungen in Manhattan zu entgehen. Bis heute werden dort die Klaviere von Steinway & Sons gefertigt. In der Nähe der Fabrik entstanden Häuser für die Arbeiter, eine Kirche, Bücherei und ein Kindergarten. Eine firmeneigene Pferde-Trambahn band das Gelände an. 1939 wurde aus dem Erholungsgelände, das Steinway östlich von Astoria in North Beach entwickelt hatte, der Flughafen North Beach Airport gebaut, der später in LaGuardia Airport umbenannt wurde.
1876 kulminierte der geschäftliche Erfolg auf der Weltausstellung in Philadelphia, bei der die neuen Konzertflügel-Konstruktionen von Theodor Steinway die Preise gewannen. Seither sind die D-Modelle von Steinway & Sons die Messlatte auf den Konzertpodien der Welt. Das Familienmotto (To build the best piano possible) hatte sich erfüllt. In den Reviews europäischer Musik-Fachzeitschriften wurden diese Konzertflügel als „Stradivaris der Klaviere“ bezeichnet.
Die Brüder William und Theo hatten schon sehr kurz nach Theos familiär erzwungener Ankunft in New York 1865 und seinem Verkauf der Geschäftsanteile an Grotrians Sohn erkannt, dass dieser Schritt ein Fehler gewesen war – die stark belebte Nachfrage in Europa nach Steinway-Flügeln und die Probleme mit dem Import und den Zollusancen machten es sinnvoll, Steinway-Klaviere auch wieder in Europa zu fertigen. Zuvor schon war ein ab 1867 eingeleiteter Versuch, mit einer kleinen französischen Edelmanufaktur gemeinsam Klaviere mit US-Klanganlage zu bauen, aufgegeben und das Lizenzabkommen mit den Brüdern Mangeot aufgekündigt worden; die Steinway-Chronik erzählt nur das unangenehme Ende der Geschichte, dass William Steinway die Brüder Mangeot in Nancy wegen „illegalen Kopierens“ dann hatte verklagen müssen. Es wird ca. 200 Flügel gegeben haben, die in der Tastenklappe eine französische Beschriftung mit „Mangeot & Steinway“ tragen, vier dieser Instrumente sind noch nachgewiesen. Zunächst entstanden sie in Lizenz. Die Mangeots bauten die Möbel, bauten die aus New York zugelieferte Klanganlage und Klaviatur ein, regulierten die Instrumente und vertrieben sie dann in Frankreich und England als Steinway-Exklusivhändler – ein Arrangement, das ca. bis 1871/1872 trug und dann von William aufgekündigt worden war, um wieder vollständig in Eigenregie zu fertigen. Was dann William zu Klagen in Frankreich veranlasste – so, wie er auch gegen die Grotrians in Braunschweig um deren weitere Namensverwendung „Steinweg Nachfolger“ zu Gericht zog.
Ein kurzfristiger Versuch, in der seit 1875 auch in London bestehenden zweiten Steinway Hall Klaviere zu bauen, war nach wenigen Monaten und nach großem Ärger über ein untreues Londoner Management aufgegeben worden. Zusammen mit seinem nach Deutschland zurückdrängenden Bruder Theodor mietete William Steinway in der heutigen Schanzenstraße von St. Pauli eine Nähmaschinenfabrik an, um ab 1880 wieder auf europäischem Boden Klaviere zu bauen.
William Steinway freundete sich auf einer seiner vielen Deutschlandreisen mit Gottlieb Daimler an; sie verabredeten eine geschäftliche Zusammenarbeit, dass in einem Teilbereich der Rikers Plant von Steinway Verbrennungsmotoren und später auch Autos nach Lizenz Daimler entstanden, „The American Daimler“. Bei einem Besuch von Gottlieb Daimler in der Fabrik in Queens kam es jedoch beinahe zum Streit, weil Daimler Verbesserungen und ein höheres Engagement von Steinway einforderte, das William Steinway in seiner angespannten Finanzlage nicht zu leisten bereit war.
William Steinway war auch weitenteils erfolgreich im Aufbau der nächsten Führungsgenerationen. Einer der in der Firma angelernten und zunächst als Nachfolger ausgeguckten Neffen machte ihm jedoch erhebliche Schwierigkeiten, was zu einer Mehrzahl von unangenehmen Prozessen führte, immer mit der Gefahr für Steinway & Sons, dass unter Verwendung des Familiennamens woanders ein weiterer Steinway-Betrieb hätte als Konkurrenz gegründet werden können. Letztlich trennte sich William Steinway sich von diesem widerborstigen Neffen und erteilte ihm ein gerichtlich durchgesetztes Hausverbot. Dies war der einzige Fall in weit mehr als 100 Jahren und vier Generationen der Familien-Geschäftsführung, in dem es nicht gelang, Streitigkeiten um die Führung von Steinway & Sons intern zu regeln.
In seinen späten Lebensjahren, insbesondere nach dem Tod seines ältesten Bruders Theodor 1889, häuften sich die beruflichen Probleme. Die von William Steinway entfachte Immobilienspekulation mit dem Firmendorf „Steinway Village“ neben der Rikers-Fabrik erwies sich als money pit, als unersättliche Grube des Geldversenkens. Erst Jahre nach William Steinways Tod 1896 sorgten rasant gestiegene Grundstückspreise auf Long Island für eine nachträgliche Rechtfertigung von seinem hohen Engagement im Immobiliensektor.
In der Bewertung der Person William Steinway für Steinways Firmengeschichte tritt hervor, dass er eines der drei Genies unter den Kindern von Juliane und Heinrich Engelhard war. Die Brüder Henry jr. und Theodor begründeten und vollendeten die technische Basis in der Ausreifungsphase des bis heute geltenden Standards im Flügelbau; und William war die kaufmännisch treibende Kraft, der geschäftlich machtbewusste, extrem markenbewusste, im Marketing kreative Kopf, zudem als musikalisch, sängerisch und gesellschaftlich sehr aktiver, den Menschen zugewandter Mensch ein hervorragender Repräsentant des Unternehmensinteresses. Mit 61 Jahren starb er, vergleichsweise früh, wie alle seine 1850 mit ihm ausgewanderten Brüder.
Sein Nachfolger als Geschäftsführer war Charles Herman Steinway, Sohn eines seiner Brüder. Nach einem weiteren Neffen William Steinways folgten mit Theodore E. Steinway und Henry Z. Steinway dann ein Sohn und ein Enkel in der Leitung des Unternehmens nach.

### Verbindung mit Daimler

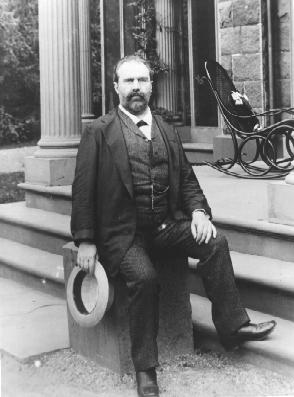
William Steinway

William Steinway und Gottlieb Daimler, die beide den Anspruch hatten, in ihrem Geschäftsfeld bestmögliche Qualität zu erreichen, trafen sich 1888 in Deutschland. Steinway unterstützte Daimler kurz darauf beim Markteintritt in die USA, mit der Gründung der Daimler Motor Co, New York am 29. September 1888. Die Verbindung der Hersteller Steinway und Daimler hatte bis 2011 Bestand: Das handpolierte Holz für die Innenverkleidung der Autos der Daimler-Marke Maybach wurde von der Steinway-Fabrik in Hamburg zugeliefert.

### Öffentlicher Nahverkehr
In den 1890er Jahren begann Steinway, die Pferde-Tram der Steinway-Siedlung unter dem East River hindurch bis nach Manhattan zu verlängern. Dieses Projekt mündete schließlich in der IRT Flushing Line. William Steinway erlebte die Vollendung des Projekts nicht mehr, die Tunnel, die er unter dem East River graben ließ, wurden zu seinen Ehren Steinway Tunnel genannt. Der Aushub aus den Grabungen wurde zu einer Insel im East River aufgeschüttet, die heute U Thant Island heißt. Steinway stand auch der New York Subway Commission vor, dem Komitee, welches das U-Bahn-Netz von New York plante.

### Privates
William Steinway heiratete Regina Roos, die Tochter eines wohlhabenden Brauereibesitzers aus Buffalo. Das Paar bekam drei Kinder. Ab 1874 betrog Regina ihren Ehemann, wenn dieser auf Reisen war. 1875, ein Jahr vor dem größten geschäftlichen Erfolg William Steinways, verstieß dieser seine Ehefrau und schickte sie mit dem jüngsten Sohn auf Schiffsreise nach Europa. Nach weiteren Vorkommnissen in Europa reichte Steinway in New York die Scheidung ein. Ihr Sohn wurde in München unter dem Geburtsnamen seiner Mutter als Arzt ansässig und lebenslang von William Steinway unterstützt.
William Steinway heiratete später Elisabeth Ranft, mit der er einen weiteren Sohn hatte.
William Steinway war Mitglied und langjähriger Präsident der Vereinigung „Liederkranz“, ein Männergesangsverein von deutschstämmigen Geschäftsleuten und Honoratioren. Er war befreundet mit Grover Cleveland, dem späteren Präsidenten der USA. Als William 1896 starb, trauerte New York.
William Steinway ließ das angeblich erste in New York produzierte Klavier von Steinway & Sons, ein großes Tafelklavier mit der Seriennummer 483, in seine Heimatstadt Seesen ins Museum verbringen, wo es bis heute zu besichtigen, aber nicht mehr spielbar ist. Die Familie zählte die bis 1850 in Seesen mit dem Namen Steinweg produzierten angeblich 482 Instrumente mit und setzte ab 1853 die Serienzählung fort. Das erste New Yorker Produktionsjahr und die Seriennummern gelten jedoch als etwas umstritten, da der gerade erst 18-jährige William vom illiteraten Vater beauftragt war, die Lieferbücher der Fabrikation zu führen; auf den ersten Seiten der Lieferbücher gibt es etliche Korrekturen und herausgerissene Seiten. Ein Tafelklavier mit einer früheren Nummer im Bereich 400, offensichtlich aus New Yorker Fertigung stammend, soll in den 1920er Jahren beim Wiederauffinden in den Lagerräumen der Firma in Manhattan, als die große 1860 errichtete Steinway-Fabrik an der 4th Avenue in Manhattan zu Verkauf vorbereitet und geräumt wurde, schnell vernichtet worden sein.
Die Stadt Seesen ernannte William Steinway zum Ehrenbürger. Ein großer Raum in der ersten Etage des Museums Seesen ist ausschließlich dem Themenfeld Klavier und Steinway gewidmet. Neben dem Tafelklavier steht dort auch eines der frühen New Yorker Hochklaviere, und ein Semikonzertflügel Parlor Grand Style II von 1864 mit Seriennummer im frühen Bereich der 8.000, der aus einer Hamburger Familie stammt, jahrzehntelang dem Seesener Männerchor diente und weiter spielbar ist, das Klavierdesign-Meisterwerk von Vater Henry Steinway und Williams Bruder Henry Junior.

### Erbe
William Steinway starb am 30. November 1896 und wurde auf dem Green-Wood Cemetery begraben.
Die Hauptstraße in Astoria wurde zu seinen Ehren in Steinway Street umbenannt. Auch ein Bahnhof der IND Queens Boulevard Line trägt diesen Namen. Seine Geburtsstadt Seesen, wo er einen Teil des heutigen Kurparks anlegen ließ, ernannte ihn 1888 zum Ehrenbürger. Dort erinnert heute ein Gedenkstein an ihn.